# Physocephala assamensis
Physocephala assamensis är en tvåvingeart som beskrevs av Krober 1915. Physocephala assamensis ingår i släktet Physocephala och familjen stekelflugor. Inga underarter finns listade i Catalogue of Life.